# إدوارد إل. هابارد
إدوارد إل. هابارد (بالإنجليزية: Edward L. Hubbard)‏ هو متحدث تحفيزي وضابط أمريكي، ولد في 18 مايو 1938 في كانساس سيتي في الولايات المتحدة.